# Microsoft Development Center Norway

Logo von FAST

Fast Search and Transfer (rekursives Akronym: FAST) ist ein Tochterunternehmen von Microsoft. Das norwegische Unternehmen ist spezialisiert auf Enterprise Search. 
FAST war eine Firmenausgründung von 1997 der Technisch-Naturwissenschaftlichen Universität Norwegens (NTNU) Trondheim. Das Unternehmen verkaufte seine Internetsuche (Web Search Unit) mit dem Vorzeigeprojekt, der Suchmaschine Alltheweb, im Februar 2003 für 100 Millionen Dollar an Overture. Im Juni 2003 kaufte FAST im Gegenzug den Bereich Unternehmenssuche von AltaVista (AltaVista Enterprise Search Business) von Overture. Overture (inklusive AltaVista) wurde daraufhin im Juli 2003 für 1,6 Milliarden US-Dollar von Yahoo übernommen. 2008 übernahm Microsoft FAST für 840 Millionen Euro. In Oslo gibt es weiterhin ein Forschungs- und Entwicklungscenter.
FAST stellte u. a. zeitweise die Suchmaschinentechnologie für die Wissenschaftssuchmaschinen BASE und Scirus bereit. Zum Kundenkreis gehören u. a. AT&T, Reuters, Dell, BASF, die Bayer AG und The Walt Disney Company.
Der Webcrawler von FAST heißt FAST-WebCrawler.